# Hermann Delius (General)
Hermann Delius (* 25. Dezember 1854 in Münster; † 27. Dezember 1941 in Stolberg im Harz) war ein preußischer Generalleutnant.

## Leben
Er war ein Sohn des Regierungspräsidenten Eduard Delius und dessen Ehefrau Mathilde, geborene Gronarz.
Delius trat am 1. Oktober 1872 als Offizieranwärter in das Pionier-Bataillon Nr. 4 der Preußischen Armee in Magdeburg ein und begann damit seine militärische Laufbahn. Dort versah er bis zu seiner Beförderung zum Hauptmann am 13. Dezember 1888 seinen Dienst. Anschließend wurde er Chef der 4. Kompanie des Kurhessischen Pionier-Bataillons Nr. 11. In dieser Verwendung kam er zum ersten Mal mit der Feldtelegrafie in Berührung. 
Sehr bald erkannte er die Bedeutung der Nachrichtenübermittlung für die Kriegsführung und setzte sich von da an mit einem hohen persönlichen Engagement für die Aufstellung einer selbstständigen Telegrafentruppe ein. Im Jahr 1891 wurde er als Adjutant der Generalinspektion des Ingenieur- und Pionierkorps und als Bearbeiter der Feld- und Festungstelegraphie in die 2. Ingenieur-Inspektion versetzt. Dort war Delius mit der Ausbildung der Offiziere und Unteroffiziere der Feldtelegraphie betraut.
Dort hatten seine Forderungen nach einer eigenständigen Telegraphentruppe einen ersten Erfolg. In jedem Pionierbataillon wurde ein „Telegraphendetachement“ aufgestellt, welches etwa die Größe eines Fernmeldezuges hatte. Am 12. September 1895 wurde Delius zum Major befördert und im März 1896 unter Entbindung von seinem Kommando bei der General-Inspektion in das Badische Pionier-Bataillon Nr. 14 versetzt. Im Jahr darauf wurde Delius zum Direktor der inzwischen gegründeten „Militärtelegraphenschule“ in Berlin. Dort erreichte er im Jahr 1899 die Aufstellung der ersten drei Telegraphenbataillone; er selbst wurde im Jahr 1899 zum Kommandeur des Telegraphen-Bataillons Nr. 1 in Berlin-Treptow ernannt. Bis zum Jahr 1905 wurde die Telegraphentruppe auf sieben Bataillone aufgestockt und in zwei Inspektionen zusammengefasst.
Im Jahr 1900 wurde er zum Kommandeur des Eisenbahn-Regiments Nr. 3 in Berlin ernannt. 1902 folgte die Beförderung zum Oberstleutnant und im Jahr 1905 wurde er Oberst. Im Jahr 1907 wurde er Inspekteur der 2. Inspektion der Telegraphentruppe in Karlsruhe. Darauf folgte am 23. März 1908 die Ernennung zum Inspekteur der Inspektion der Feldtelegraphie in Berlin. Auf diesem Posten wurde er am 27. Januar 1909 zum Generalmajor befördert, bis er schließlich am 19. März 1911 in Genehmigung seines Abschiedsgesuches mit Pension zur Disposition gestellt wurde. Im gleichen Jahr wurde ihm noch der Charakter als Generalleutnant verliehen.
Auch im Ruhestand pflegte Delius einen intensiven Kontakt zu seinen Kameraden. Bei der Mobilmachung 1914 anlässlich des Ersten Weltkriegs stellte er sich freiwillig wieder zur Verfügung. Delius erhielt jedoch keine Truppenkommando, sondern wurde als Inspekteur der Kriegsgefangenenlager im Bereich des stellvertretenden IV. Armee-Korps verwendet.
Seinen Lebensabend verbrachte er in Stolberg im Harz und starb dort am 27. Dezember 1941. Dort wurde er unter großer Anteilnahme und mit militärischen Ehren beigesetzt.
In einem Nachruf bescheinigte ihm der General der Nachrichtentruppe Erich Fellgiebel
„… geradezu eine Sehergabe für die Bedürfnisse und die Entwicklung dieser so überaus wichtigen Führungstruppe!“
Der Inspekteur der Nachrichtentruppe, Generalmajor Thon, würdigte ihn als 
„… eine straffe, militärische Persönlichkeit, streng und gerecht: ein ganzer Mann, ein hervorragender Soldat, der selbst Außerordentliches leistete und von seinen Untergebenen das Gleiche forderte!“

## Ehrungen
Im Jahr 1938 wurde in Potsdam die Kaserne der Nachrichtenabteilung 43 in „Delius-Kaserne“ umbenannt. Der General nahm dies „… mit einem Gefühl stolzer Befriedigung und tiefem Dank…“ zur Kenntnis.
Zu Ehren des geistigen Schöpfers der heutigen Fernmeldetruppe erhielt am 25. August 1964 die Kaserne der Garnison Mayen den Namen „General-Delius-Kaserne“ und trug ihn bis zur Umbenennung in „Oberst-Hauschild-Kaserne“ am 17. November 2015.